# Neubergovský palác
Neubergovský palác (nebo též palác Dobřenských, Neyerovský, či Salmovský palác), je barokní palác stojící v ulici Panská 891/5, na Novém Městě, Praha 1. V paláci v současnosti sídlí velvyslanectví Brazílie. Od roku 1964 je chráněn jako kulturní památka.

## Dějiny paláce

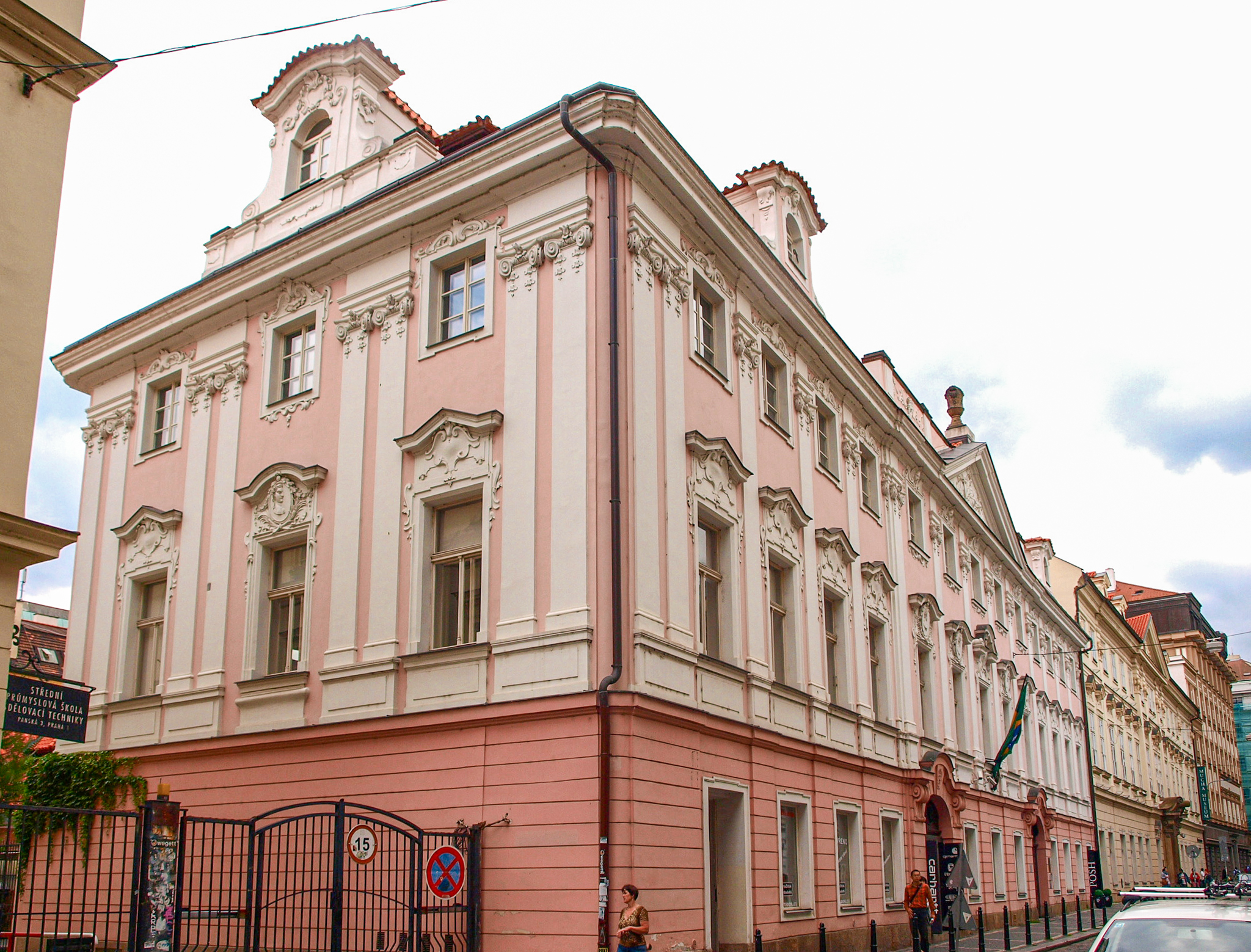
Neubergovský palác

Dnešní palác vznikl na místě dvou gotických měšťanských domů ze 14. století. V roce 1711 byla majitelkou domu Sibylla Magdalena Franchimonová, (rozená Dobřenská z Dobřenic). Roku 1717 dům zdědil Karel Ferdinand Dobřenský, po něm byl majitelem v letech 1728–1747 vychovatel jeho synů Josef František Neyer z Neuern, který ho opět odkázal Dobřenským.
Dalším majitelem byl francouzský rod Harbuval de Chamaré. Ti v roce 1812 provedli obnovu zejména interiérů paláce.
V roce 1844 byl již majitelem Jan Norbert z Neuberka, kurátor Matice české a člen archeologického sboru Národního musea, jenž nechal opravit krov paláce. Jeho syn Jan Eduard z Neuberka odkázal Národnímu a Uměleckoprůmyslovému museu v Praze velké sbírky starožitností, dědictví po otci.
Palác byl později sídlem různých institucí; např. za první republiky tu byl obchod s obuví, v roce 1985 tu byly kanceláře Čedoku. Současným majitelem je hlavní město Praha. Po rekonstrukci v roce 2004 se sem přestěhovalo brazilské velvyslanectví.

## Architektura
Z původních gotických domů se dochovaly sklepy a části zdiva. Barokní přestavba byla provedena někdy v letech 1717–1738, autorem plánů byl snad František Maxmilián Kaňka. Jihozápadní fasáda o 13 osách v Panské ulici, bohatě zdobená a členěná pilastry, byla ještě pozdně barokně upravena kolem roku 1780. Průčelí dvoupatrové budova má mírně předstupující střední rizalit o pěti osách, zakončený trojúhelníkovým frontonem. V parteru jsou symetricky umístěny dva portály zdobené maskarony.
Za dvěma trakty hlavní budovy je dvůr, který uzavírá pavlačová stavba zadního křídla paláce vzniklá v 19. století. Severozápadní stranu uzavírá ohradní zeď, na jihovýchodě objekt sousedí s Kounickým palácem.

## Okolí
V nedalekém okolí paláce nacházejí také další významné budovy:
- Kounický palác, sídlo Muzea Alfonse Muchy (Panská)
- Millesimovský palác (Panská)
- Palác Riesů ze Stallburgu, sídlo argentinského velvyslanectví v Praze (Panská)
- Palác Sylva-Taroucca (Na příkopě)
- Nový Kolowratský palác (Na příkopě)
- Palác Myslbek (Na Příkopě)
- Někdejší Piaristická kolej a gymnázium při kostele svatého Kříže